# Hongkong az 1992. évi nyári olimpiai játékokon
Hongkong a spanyolországi Barcelonában megrendezett 1992. évi nyári olimpiai játékok egyik részt vevő nemzete volt. Az országot az olimpián 11 sportágban 38 sportoló képviselte, akik érmet nem szereztek.

## Asztalitenisz
Férfi
| Versenyző                       | Versenyszám | Csoportkör                                                                                             | Csoportkör | Nyolcaddöntő      | Negyeddöntő       | Elődöntő          | Döntő             | Helyezés |
| Versenyző                       | Versenyszám | Ellenfél Eredmény                                                                                      | Hely.      | Ellenfél Eredmény | Ellenfél Eredmény | Ellenfél Eredmény | Ellenfél Eredmény | Helyezés |
| ------------------------------- | ----------- | --- | ---------- | ----------------- | ----------------- | ----------------- | ----------------- | -------- |
| Lou Chűn-szung (Lo Chuen Tsung) | Egyes       | J csoport · Sean O'Neill (USA) · 2-0 · Santiago Roque (CUB) · 2-0 · Ju Namgju (Yu Nam-Gyu) (KOR) · 1-2 | 2.         | kiesett           | kiesett           | kiesett           | kiesett           | 17.      |

Női
| Versenyző                                            | Versenyszám | Csoportkör | Csoportkör | Nyolcaddöntő               | Negyeddöntő                                                    | Elődöntő          | Döntő             | Helyezés |
| Versenyző                                            | Versenyszám | Ellenfél Eredmény | Hely.      | Ellenfél Eredmény          | Ellenfél Eredmény                                              | Ellenfél Eredmény | Ellenfél Eredmény | Helyezés |
| ---------------------------------------------------- | ----------- | --- | ---------- | -------------------------- | -------------------------------------------------------------- | ----------------- | ----------------- | -------- |
| Chan Tán-löü (Chan Tan Lui)                          | Egyes       | F csoport · Mary Musoke (UGA) · 2-0 · Emilia Elena Cios (ROU) · 0-2 | 2.         | kiesett                    | kiesett                                                        | kiesett           | kiesett           | 17.      |
| Chan Suk Yuen                                        | Egyes       | M csoport · Xiao-Ming Wang-Dréchou (FRA) · 0-2 · Kim Hjejong (Kim Hye-Yong) (PRK) · 0-2 · Ana María Godes (ESP) · 2-0                                                                                             | 3.         | kiesett                    | kiesett                                                        | kiesett           | kiesett           | 33.      |
| Chaj Pou-vá (Chai Po Wa)                             | Egyes       | G csoport · Sonia Touati (TUN) · 2-0 · Kerri Tepper (AUS) · 2-0 · I Dzsongim (Lee Jeong-Im) (KOR) · 2-1 | 1.         | Marie Hrachová (TCH) · 3-0 | Csiao Hung (Qiao Hong) (CHN) · 0-3                             | kiesett           | kiesett           | 5.       |
| Chan Tán-löü (Chan Tan Lui) Chaj Pou-vá (Chai Po Wa) | Páros       | E csoport · Argentína (ARG) · Alejandra Gabaglio · Hae-Ja Kim de Rimasa · 2-0 · Egyesült Államok (USA) · Diana Gee · Lily Hugh-Yip · 2-0 · Franciaország (FRA) · Emmanuelle Coubat · Xiao-Ming Wang-Dréchou · 2-0 | 1.         |                            | Kína (CHN) · Csen Ce-ho (Chen Zihe) · Kao Csün (Gao Jun) · 1-3 | kiesett           | kiesett           | 5.       |

## Atlétika
Férfi
| Versenyző                   | Versenyszám | Előfutam | Előfutam | Előfutam | Negyeddöntő | Negyeddöntő | Negyeddöntő | Elődöntő | Elődöntő | Elődöntő | Döntő   | Döntő    |
| Versenyző                   | Versenyszám | Idő      | Hely.    | Össz.    | Idő         | Hely.       | Össz.       | Idő      | Hely.    | Össz.    | Idő     | Helyezés |
| --------------------------- | ----------- | -------- | -------- | -------- | ----------- | ----------- | ----------- | -------- | -------- | -------- | ------- | -------- |
| Ku Wai Ming                 | 100 m       | 10,74    | 5.       | 43.      | kiesett     | kiesett     | kiesett     | kiesett  | kiesett  | kiesett  | kiesett | kiesett  |
| Pat Kvók-vaj (Pat Kwok Wai) | 200 m       | 22,45    | 6.       | 70.      | kiesett     | kiesett     | kiesett     | kiesett  | kiesett  | kiesett  | kiesett | kiesett  |

Női
| Versenyző     | Versenyszám | Előfutam | Előfutam | Előfutam | Negyeddöntő | Negyeddöntő | Negyeddöntő | Elődöntő | Elődöntő | Elődöntő | Döntő   | Döntő    |
| Versenyző     | Versenyszám | Idő      | Hely.    | Össz.    | Idő         | Hely.       | Össz.       | Idő      | Hely.    | Össz.    | Idő     | Helyezés |
| ------------- | ----------- | -------- | -------- | -------- | ----------- | ----------- | ----------- | -------- | -------- | -------- | ------- | -------- |
| Chan Sau Ying | 100 m gát   | 13,88    | 7.       | 32.      | kiesett     | kiesett     | kiesett     | kiesett  | kiesett  | kiesett  | kiesett | kiesett  |

## Cselgáncs
Férfi
| Versenyző   | Versenyszám | Selejtező                          | 32-es főtábla                 | Nyolcaddöntő      | Negyeddöntő       | Elődöntő          | Vigaszág első kör | Vigaszág nyolcaddöntő | Vigaszág negyeddöntő | Vigaszág elődöntő | Bronz- mérkőzés   | Döntő             | Helyezés |
| Versenyző   | Versenyszám | Ellenfél Eredmény                  | Ellenfél Eredmény             | Ellenfél Eredmény | Ellenfél Eredmény | Ellenfél Eredmény | Ellenfél Eredmény | Ellenfél Eredmény     | Ellenfél Eredmény    | Ellenfél Eredmény | Ellenfél Eredmény | Ellenfél Eredmény | Helyezés |
| ----------- | ----------- | ---------------------------------- | ----------------------------- | ----------------- | ----------------- | ----------------- | ----------------- | --------------------- | -------------------- | ----------------- | ----------------- | ----------------- | -------- |
| Lee Kan     | Légsúly     | Manfred Hiptmair (AUT) · 0000-0001 | kiesett                       | kiesett           | kiesett           | kiesett           |                   |                       |                      |                   |                   |                   | 35.      |
| Au Woon Yiu | Harmatsúly  | erőnyerő                           | Jimmy Pedro (USA) · 0000-1000 | kiesett           | kiesett           | kiesett           |                   |                       |                      |                   |                   |                   | 24.      |

Női
| Versenyző    | Versenyszám | Selejtező         | Nyolcaddöntő                        | Negyeddöntő       | Elődöntő          | Vigaszág nyolcaddöntő | Vigaszág negyeddöntő | Vigaszág elődöntő | Bronz- mérkőzés   | Döntő             | Helyezés |
| Versenyző    | Versenyszám | Ellenfél Eredmény | Ellenfél Eredmény                   | Ellenfél Eredmény | Ellenfél Eredmény | Ellenfél Eredmény     | Ellenfél Eredmény    | Ellenfél Eredmény | Ellenfél Eredmény | Ellenfél Eredmény | Helyezés |
| ------------ | ----------- | ----------------- | ----------------------------------- | ----------------- | ----------------- | --------------------- | -------------------- | ----------------- | ----------------- | ----------------- | -------- |
| Yu Wai Seung | Harmatsúly  | erőnyerő          | Alessandra Giungi (ITA) · 0000-0010 | kiesett           | kiesett           |                       |                      |                   |                   |                   | 16.      |
| Law Lai Wah  | Könnyűsúly  | erőnyerő          | Catherine Arnaud (FRA) · 0000-1000  | kiesett           | kiesett           |                       |                      |                   |                   |                   | 14.      |

## Evezés
Férfi
| Versenyző                                 | Versenyszám  | Előfutam | Előfutam | Vigaszág | Vigaszág | Elődöntő | Elődöntő | Elődöntő | Döntő | Döntő   | Döntő | Helyezés |
| Versenyző                                 | Versenyszám  | Idő      | Hely.    | Idő      | Hely.    | Típus    | Idő      | Hely.    | Típus | Idő     | Hely. | Helyezés |
| ----------------------------------------- | ------------ | -------- | -------- | -------- | -------- | -------- | -------- | -------- | ----- | ------- | ----- | -------- |
| Löü Kam-cí (Lui Kam Chi) Chiang Wing Hung | Kétpárevezős | 7:14,87  | 5.       | 7:20,92  | 4.       | C/D      | 6:51,82  | 3.       | D     | 7:00,90 | 2.    | 19.      |

Női
| Versenyző               | Versenyszám  | Előfutam | Előfutam | Vigaszág | Vigaszág | Elődöntő | Elődöntő | Elődöntő | Döntő | Döntő   | Döntő | Helyezés |
| Versenyző               | Versenyszám  | Idő      | Hely.    | Idő      | Hely.    | Típus    | Idő      | Hely.    | Típus | Idő     | Hely. | Helyezés |
| ----------------------- | ------------ | -------- | -------- | -------- | -------- | -------- | -------- | -------- | ----- | ------- | ----- | -------- |
| Hó Kím-faj (Ho Kim Fai) | Egypárevezős | 8:13,19  | 5.       | 8:14,63  | 5.       |          |          |          | C     | 8:32,86 | 3.    | 15.      |

## Íjászat
Férfi
| Versenyző | Versenyszám | Selejtező | Selejtező | Selejtező | Selejtező | Selejtező | Selejtező | Selejtező | Selejtező | Selejtező | Selejtező | Kieséses szakasz  | Kieséses szakasz  | Kieséses szakasz  | Kieséses szakasz  | Kieséses szakasz  | Helyezés |
| Versenyző | Versenyszám | 30 m      | 30 m      | 50 m      | 50 m      | 70 m      | 70 m      | 90 m      | 90 m      | Pont      | Hely.     | 32-es főtábla     | Nyolcaddöntő      | Negyeddöntő       | Elődöntő          | Döntő             | Helyezés |
| Versenyző | Versenyszám | Pont      | Hely.     | Pont      | Hely.     | Pont      | Hely.     | Pont      | Hely.     | Pont      | Hely.     | Ellenfél Eredmény | Ellenfél Eredmény | Ellenfél Eredmény | Ellenfél Eredmény | Ellenfél Eredmény | Helyezés |
| --------- | ----------- | --------- | --------- | --------- | --------- | --------- | --------- | --------- | --------- | --------- | --------- | ----------------- | ----------------- | ----------------- | ----------------- | ----------------- | -------- |
| Fung Yik  | Egyéni      | 335       | 62.       | 288       | 71.       | 301       | 69.       | 264       | 67.       | 1188      | 69.       | kiesett           | kiesett           | kiesett           | kiesett           | kiesett           | 69.      |

## Kajak-kenu

### Síkvízi
Férfi
| Versenyző                  | Versenyszám         | Előfutam | Előfutam | Előfutam | Vigaszág | Vigaszág | Vigaszág | Elődöntő | Elődöntő | Elődöntő | Döntő   | Döntő    |
| Versenyző                  | Versenyszám         | Idő      | Hely.    | Össz.    | Idő      | Hely.    | Össz.    | Idő      | Hely.    | Össz.    | Idő     | Helyezés |
| -------------------------- | ------------------- | -------- | -------- | -------- | -------- | -------- | -------- | -------- | -------- | -------- | ------- | -------- |
| Luk Kwok Sun Chung Chi Lok | Kajak kettes 500 m  | 1:54,10  | 8.       | 30.      | 1:48,20  | 8.       | 22.      | kiesett  | kiesett  | kiesett  | kiesett | kiesett  |
| Luk Kwok Sun Chung Chi Lok | Kajak kettes 1000 m | 3:50,30  | 8.       | 26.      | 3:45,63  | 6.       | 18.      | kiesett  | kiesett  | kiesett  | kiesett | kiesett  |

## Sportlövészet
Férfi
| Versenyző | Versenyszám    | Selejtező | Selejtező | Döntő   | Döntő    |
| Versenyző | Versenyszám    | Pont      | Helyezés  | Pont    | Helyezés |
| --------- | -------------- | --------- | --------- | ------- | -------- |
| U Gilbert | Szabadpisztoly | 532       | 43.       | kiesett | kiesett  |

## Tollaslabda
| Versenyző                                                  | Versenyszám | Selejtező                           | 32-es főtábla                                                                  | Nyolcaddöntő                                                | Negyeddöntő       | Elődöntő          | Döntő             | Helyezés |
| Versenyző                                                  | Versenyszám | Ellenfél Eredmény                   | Ellenfél Eredmény                                                              | Ellenfél Eredmény                                           | Ellenfél Eredmény | Ellenfél Eredmény | Ellenfél Eredmény | Helyezés |
| ---------------------------------------------------------- | ----------- | ----------------------------------- | ------------------------------------------------------------------------------ | ----------------------------------------------------------- | ----------------- | ----------------- | ----------------- | -------- |
| Vóng Vaj-lap (Wong Wai Lap)                                | Férfi egyes | Édouard Clarisse (MRI) · 15-1, 15-2 | Jürgen Koch (AUT) · 17-18, 15-6, 15-3                                          | Rashid Sidek Mohamed (MAS) · 2-15, 3-15                     | kiesett           | kiesett           | kiesett           | 9.       |
| Chan Kín-ngaj (Chan Kin Ngai)                              | Férfi egyes | Nico Meerholz (RSA) · 15-7, 15-4    | Abdul Hamid Khan (SIN) · 18-13, 15-3                                           | Poul-Erik Høyer Larsen (DEN) · 10-15, 5-15                  | kiesett           | kiesett           | kiesett           | 9.       |
| Vóng Cön-fan (Wong Chun Fan)                               | Női egyes   | Eline Coene (NED) · 11-8, 12-9      | Silvia Albrecht (SUI) · 8-11, 11-4, 11-3                                       | Susi Susanti (INA) · 4-11, 2-11                             | kiesett           | kiesett           | kiesett           | 9.       |
| Cung Hój-juk (Ng Pak Kum) Chan Szíu-kvóng (Chan Siu Kwong) | Férfi páros |                                     | Izland (ISL) · Árni Þór Hallgrímson · Broddi Kristjánsson · 12-15, 15-6, 15-12 | Japán (JPN) · Macuno Súdzsi · Macuura Sindzsi · 16-18, 6-15 | kiesett           | kiesett           | kiesett           | 9.       |

## Úszás
Férfi
| Versenyző                                              | Versenyszám            | Előfutam         | Előfutam         | Előfutam         | Döntő   | Döntő   | Döntő   | Helyezés |
| Versenyző                                              | Versenyszám            | Idő              | Hely.            | Össz.            | Típus   | Idő     | Hely.   | Helyezés |
| ------------------------------------------------------ | ---------------------- | ---------------- | ---------------- | ---------------- | ------- | ------- | ------- | -------- |
| Wu Tat Cheung                                          | 50 m gyors             | 25,45            | 3.               | 59.              | kiesett | kiesett | kiesett | kiesett  |
| Michael Wright                                         | 50 m gyors             | 23,90            | 5.               | 39.              | kiesett | kiesett | kiesett | kiesett  |
| Michael Wright                                         | 100 m gyors            | 51,88            | 6.               | 39.              | kiesett | kiesett | kiesett | kiesett  |
| Li Arthur                                              | 100 m gyors            | 52,22            | 2.               | 42.              | kiesett | kiesett | kiesett | kiesett  |
| Li Arthur                                              | 100 m pillangó         | 56,47            | 3.               | 39.              | kiesett | kiesett | kiesett | kiesett  |
| Li Arthur                                              | 200 m vegyes           | 2:09,32          | 4.               | 37.              | kiesett | kiesett | kiesett | kiesett  |
| Li Arthur                                              | 400 m vegyes           | nem állt rajthoz | nem állt rajthoz | nem állt rajthoz | kiesett | kiesett | kiesett | kiesett  |
| Li Arthur                                              | 200 m gyors            | 1:54,35          | 1.               | 33.              | kiesett | kiesett | kiesett | kiesett  |
| Li Kelvin                                              | 200 m gyors            | 1:59,40          | 5.               | 41.              | kiesett | kiesett | kiesett | kiesett  |
| Chi Jia Han                                            | 100 m mell             | 1:06,81          | 5.               | 44.              | kiesett | kiesett | kiesett | kiesett  |
| Chi Jia Han                                            | 200 m mell             | 2:30,74          | 1.               | 44.              | kiesett | kiesett | kiesett | kiesett  |
| Andrew Rutherford                                      | 200 m mell             | 2:24,29          | 1.               | 37.              | kiesett | kiesett | kiesett | kiesett  |
| Andrew Rutherford                                      | 100 m mell             | 1:04,23          | 1.               | 29.              | kiesett | kiesett | kiesett | kiesett  |
| Duncan Todd                                            | 100 m pillangó         | 57,29            | 7.               | 48.              | kiesett | kiesett | kiesett | kiesett  |
| Duncan Todd                                            | 200 m pillangó         | 2:08,20          | 3.               | 38.              | kiesett | kiesett | kiesett | kiesett  |
| Duncan Todd                                            | 200 m vegyes           | 2:12,29          | 2.               | 42.              | kiesett | kiesett | kiesett | kiesett  |
| Duncan Todd                                            | 400 m vegyes           | 4:41,84          | 2.               | 30.              | kiesett | kiesett | kiesett | kiesett  |
| Li Arthur Wu Tat Cheung Li Kelvin Michael Wright       | 4 × 100 m gyorsváltó   | 3:30,61          | 6.               | 14.              | kiesett | kiesett | kiesett | kiesett  |
| Li Arthur Michael Wright Li Kelvin Wu Tat Cheung       | 4 × 200 m gyorsváltó   | 7:54,30          | 6.               | 16.              | kiesett | kiesett | kiesett | kiesett  |
| Li Arthur Andrew Rutherford Duncan Todd Michael Wright | 4 × 100 m vegyes váltó | 3:56,46          | 6.               | 19.              | kiesett | kiesett | kiesett | kiesett  |

Női
| Versenyző    | Versenyszám | Előfutam | Előfutam | Előfutam | Döntő   | Döntő   | Döntő   | Helyezés |
| Versenyző    | Versenyszám | Idő      | Hely.    | Össz.    | Típus   | Idő     | Hely.   | Helyezés |
| ------------ | ----------- | -------- | -------- | -------- | ------- | ------- | ------- | -------- |
| Robyn Lamsam | 50 m gyors  | 27,40    | 5.       | 36.      | kiesett | kiesett | kiesett | kiesett  |
| Robyn Lamsam | 100 m gyors | 59,26    | 2.       | 37.      | kiesett | kiesett | kiesett | kiesett  |
| Robyn Lamsam | 200 m gyors | 2:08,60  | 2.       | 30.      | kiesett | kiesett | kiesett | kiesett  |
| Robyn Lamsam | 400 m gyors | 4:32,23  | 3.       | 30.      | kiesett | kiesett | kiesett | kiesett  |

## Vitorlázás
Férfi
| Versenyző | Versenyszám     | Futam | Futam | Futam | Futam | Futam | Futam | Futam | Futam | Futam | Futam  | Pontszám | Helyezés |
| Versenyző | Versenyszám     | 1     | 2     | 3     | 4     | 5     | 6     | 7     | 8     | 9     | 10     | Pontszám | Helyezés |
| --------- | --------------- | ----- | ----- | ----- | ----- | ----- | ----- | ----- | ----- | ----- | ------ | -------- | -------- |
| Wong Sam  | Szörfvitorlázás | 16,0  | 36,0  | 38,0  | 30,0  | 25,0  | 16,0  | 19,0  | 11,7  | 36,0  | (51,0) | 227,7    | 20.      |

Női
| Versenyző                   | Versenyszám     | Futam | Futam | Futam | Futam | Futam | Futam | Futam | Futam  | Futam | Futam | Pontszám | Helyezés |
| Versenyző                   | Versenyszám     | 1     | 2     | 3     | 4     | 5     | 6     | 7     | 8      | 9     | 10    | Pontszám | Helyezés |
| --------------------------- | --------------- | ----- | ----- | ----- | ----- | ----- | ----- | ----- | ------ | ----- | ----- | -------- | -------- |
| Léj Laj-szán (Lee Lai Shan) | Szörfvitorlázás | 18,0  | 18,0  | 17,0  | 20,0  | 14,0  | 18,0  | 14,0  | (22,0) | 16,0  | 8,0   | 143,0    | 11.      |

Nyílt
| Versenyző               | Versenyszám     | Futam | Futam | Futam | Futam | Futam | Futam  | Futam | Pontszám | Helyezés |
| Versenyző               | Versenyszám     | 1     | 2     | 3     | 4     | 5     | 6      | 7     | Pontszám | Helyezés |
| ----------------------- | --------------- | ----- | ----- | ----- | ----- | ----- | ------ | ----- | -------- | -------- |
| Simon Ellis Sven Merkel | Repülő hollandi | 15,0  | 21,0  | 19,0  | 21,0  | 18,0  | (24,0) | 15,0  | 109,0    | 17.      |

## Vívás
Férfi
| Versenyző                       | Versenyszám | Csoportkör | Csoportkör | Selejtező                          | 32-es főtábla                    | Egyenes ág a negyeddöntőért | Egyenes ág a negyeddöntőért | Vigaszág a negyeddöntőért   | Vigaszág a negyeddöntőért | Vigaszág a negyeddöntőért | Vigaszág a negyeddöntőért | Negyeddöntő       | Elődöntő          | Döntő             | Helyezés |
| Versenyző                       | Versenyszám | Csoportkör | Csoportkör | Selejtező                          | 32-es főtábla                    | 1. kör                      | 2. kör                      | 1. kör                      | 2. kör                    | 3. kör                    | 4. kör                    | Negyeddöntő       | Elődöntő          | Döntő             | Helyezés |
| Versenyző                       | Versenyszám | Ellenfél Eredmény | Hely.      | Ellenfél Eredmény                  | Ellenfél Eredmény                | Ellenfél Eredmény           | Ellenfél Eredmény           | Ellenfél Eredmény           | Ellenfél Eredmény         | Ellenfél Eredmény         | Ellenfél Eredmény         | Ellenfél Eredmény | Ellenfél Eredmény | Ellenfél Eredmény | Helyezés |
| ------------------------------- | ----------- | --- | ---------- | ---------------------------------- | -------------------------------- | --------------------------- | --------------------------- | --------------------------- | ------------------------- | ------------------------- | ------------------------- | ----------------- | ----------------- | ----------------- | -------- |
| Tang Kvóng-hou (Tang Kwong Hau) | Tőr, egyéni | 8. csoport · Joachim Wendt (AUT) · 2-5 · Mauro Numa (ITA) · 2-5 · José Francisco Guerra (ESP) · 1-5 · Maged Abdallah (EGY) · 2-5 · Adam Krzesiński (POL) · 2-5    | 6.         | kiesett                            | kiesett                          | kiesett                     | kiesett                     | kiesett                     | kiesett                   | kiesett                   | kiesett                   | kiesett           | kiesett           | kiesett           | 49.      |
| Lou Mún-tóng (Lo Moon Tong)     | Tőr, egyéni | 9. csoport · Patrice Lhôtellier (FRA) · 0-5 · Abe Kinja (JPN) · 4-5 · Guillermo Betancourt (CUB) · 5-3 · Záhi el-Húri (LIB) · 5-1 · Benoît Giasson (CAN) · 4-5    | 4.         | Eric Bravin (USA) · 5-3, 6-4       | Stefano Cerioni (ITA) · 2-5, 2-5 |                             |                             | Udo Wagner (GER) · 1-5, 0-5 | kiesett                   | kiesett                   | kiesett                   | kiesett           | kiesett           | kiesett           | 30.      |
| Vu Hszing-jao (Wu Xing Yao)     | Tőr, egyéni | 6. csoport · Ulrich Schreck (GER) · 3-5 · Oscar García Pérez (CUB) · 5-2 · Michael Ludwig (AUT) · 5-4 · Nagano Josihide (JPN) · 3-5 · Donald McKenzie (GBR) · 2-5 | 4.*        | Ramiro Bravo (ESP) · 4-6, 5-3, 3-5 | kiesett                          | kiesett                     | kiesett                     | kiesett                     | kiesett                   | kiesett                   | kiesett                   | kiesett           | kiesett           | kiesett           | 42.      |

* - egy másik versenyzővel azonos eredményt ért el